# Мілова (село)
Мілова́— село в Україні, у Балаклійській ТГ, Харківської області. Населення становить 1269 осіб. До 2020 орган місцевого самоврядування — Міловська сільська рада.

## Географія
Село Мілова знаходиться в місці впадання річки Мілова в річку Сіверський Донець. Поруч знаходиться балка Міловатка, великий крейдяний кар'єр (перепад висот 163— 66 м), відвали.

## Археологія
- «Сіверське городище» багатошарове, бондарихинської культури, скіфської доби та салтівської культури. XII—X ст.до н. е., IV—III ст.до н. е., VIII-Х ст. н. е., площа 18700 кв.м, в урочищі Сіверське; дослідники: Ляпушкін І.І, 1947 р. Шрамко Б.А,, 1952 р. Буйнов Ю. В., 1988 р. Ревенко В. І.;
- 6 могил висотою 0,3-1.7 м, розташовані на захід, схід та південний схід від села.[1]

## Історія
- Поруч з селом Мілова знаходиться городище IV—III ст. до н. е.
- 1686 — "Від Андрієвих Лоз, Андріївки по берегу р. Дінець були влаштовані укріплення. На Брижечевому і Міловому броду, що тепер слобода Мілова на р. Міловій і Дінцю, і під самою Андріївкою, андріївці тримали варту. В той час, весь лівий берег Дінця (належав Російській Імперії) був покритий лісами, які тяглися від Андріївки до Балаклеї. Генерал Григорій Косагов, від 8 жовтня 1681 року, забороняє під страхом смертної кари не тільки рубати, але навіть прокладати дороги і стежки в цих лісах, щоб не відкривати свободнаго ходу татарам і Байракам кримської сторони ".
- За наявними даними у другій половині XVIII в. Мілова була заселена вихідцями з Петербурзької губернії. Одним з перших поселенців був Сафрон Уваров (біля 1750 -?). Всі його нащадки протягом двохсот тридцяти років жили на одній вулиці, яка нині носила ім'я Героя Радянського Союза-Василя Уварова.
- 1750- в селі збудована дерев'яна церква св. Миколая.
- 1829 — Шебелинське повстання, виступ селян в окремих селах і слободах (в тому числі і в селі Мілова) Слобідсько-Української губернії проти перетворення їх царським урядом в військових поселенців.
- За даними на 1864 рік у казеній слободі Шебелинської волості Зміївського повіту мешкало 1516 осіб (776 чоловічої статі та 740 — жіночої), налічувалось 301 дворове господарство, існувала православна церква[2].
- 1877 — в селі відновлена дерев'яна церква св. Миколая.
- Станом на 1914 рік кількість мешканців зросла до 2 458 осіб[3].
- Село постраждало внаслідок геноциду українського народу, проведеного урядом СССР в 1932—1933 роках, кількість встановлених жертв в Міловій, Первомайському та Дружківці — 230 людей[4].
- 12 червня 2020 року, відповідно до Розпорядження Кабінету Міністрів України  № 725-р «Про визначення адміністративних центрів та затвердження територій територіальних громад Харківської області», увійшло до складу Балаклійської міської територіальної громади[5].
- 19 липня 2020 року, в результаті адміністративно-територіальної реформи та ліквідації Балаклійського району, село увійшло до складу новоутвореного Ізюмського району[6].

## Відомі мешканці

### Уродженці
- Уваров Василь Тимофійович — радянський військовик часів Другої світової війни, командир вогневого взводу 1180-го винищувального протитанкового артилерійського полку 13-ї окремої винищувальної протитанкової артилерійської бригади (2-а танкова армія), молодший лейтенант. Герой Радянського Союзу.

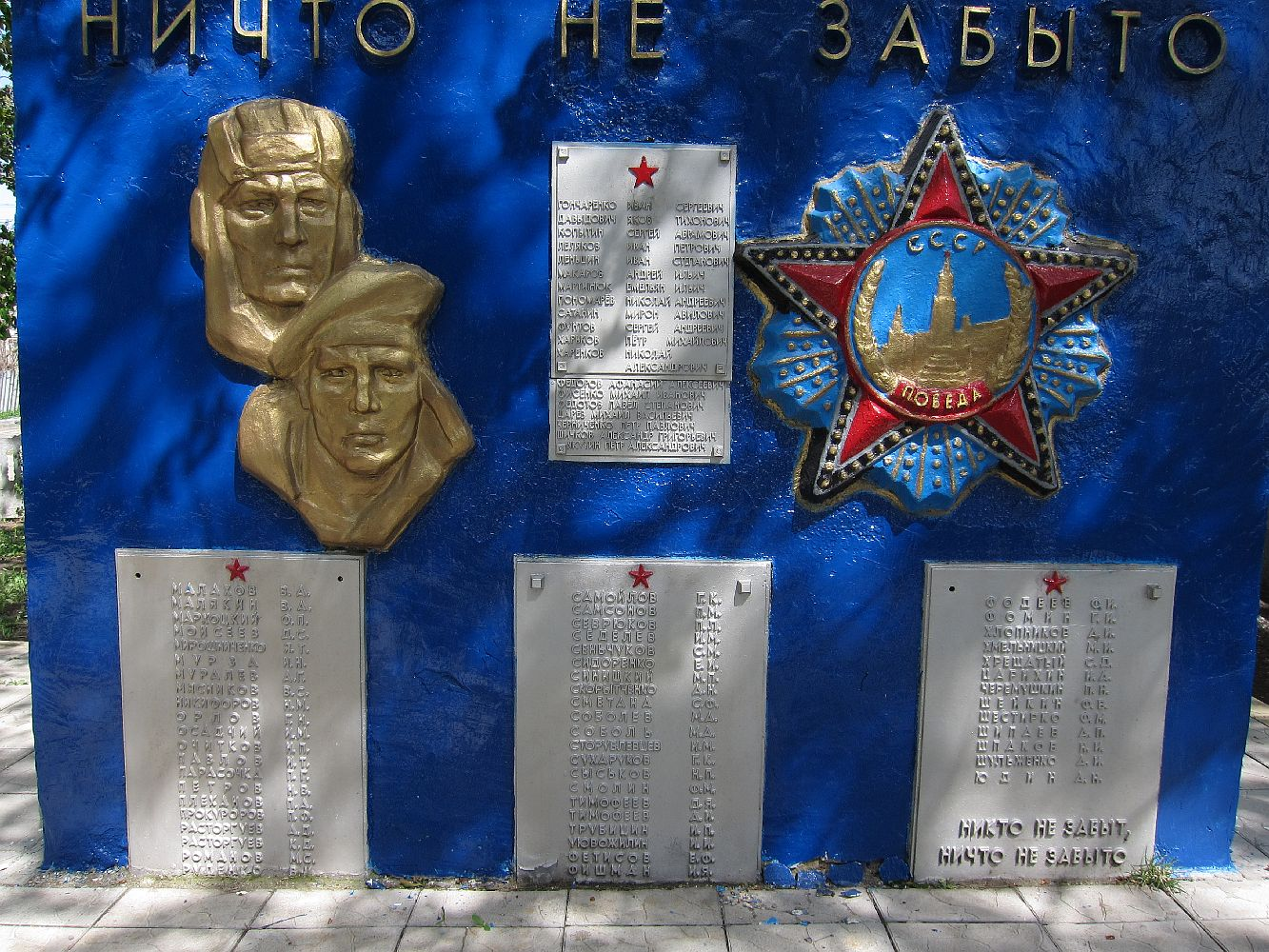
Братське поховання у с. Мілова, дошка з правого боку.
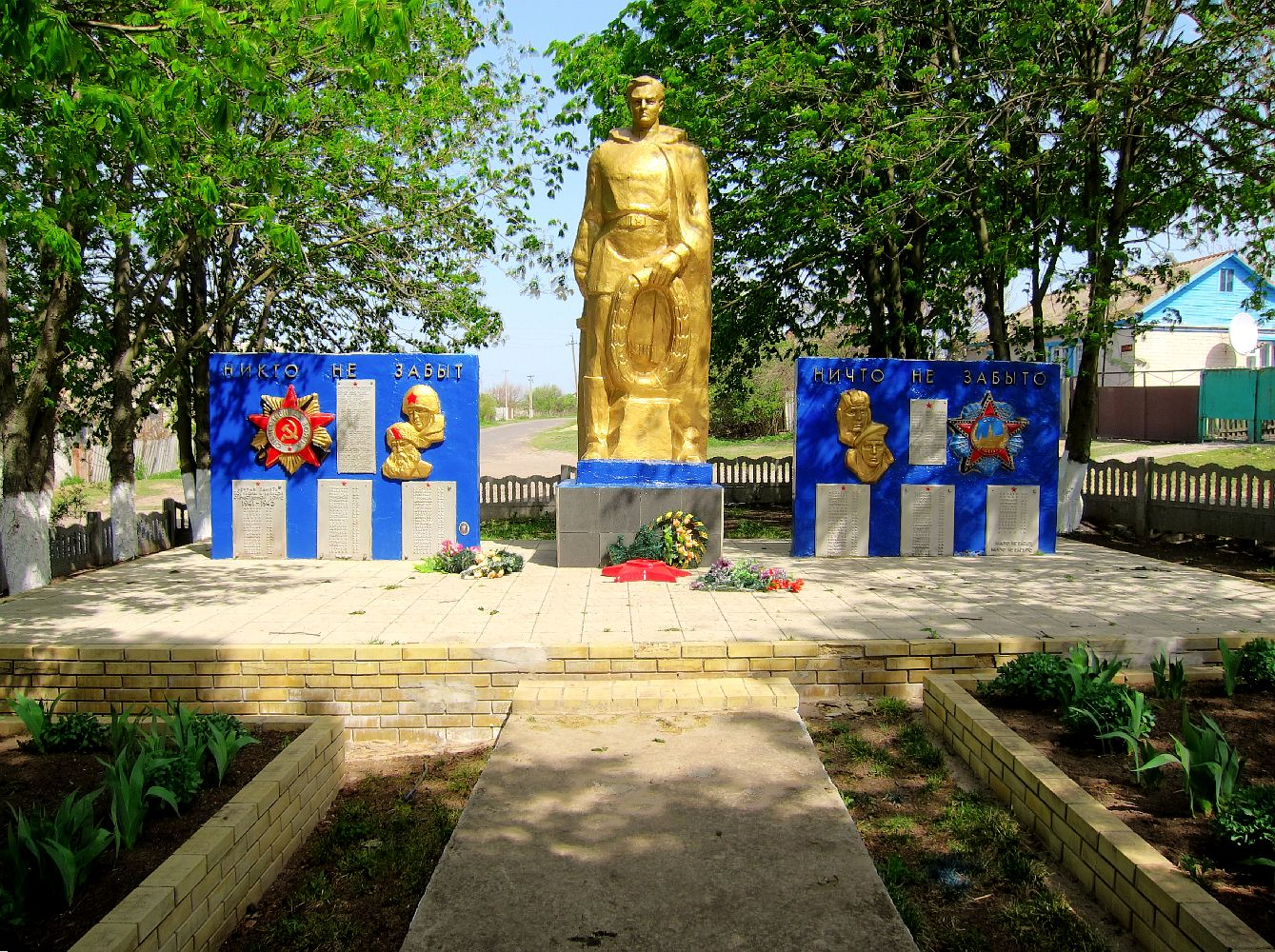
Братські могили радянських воїнів. Поховано 728 воїнів
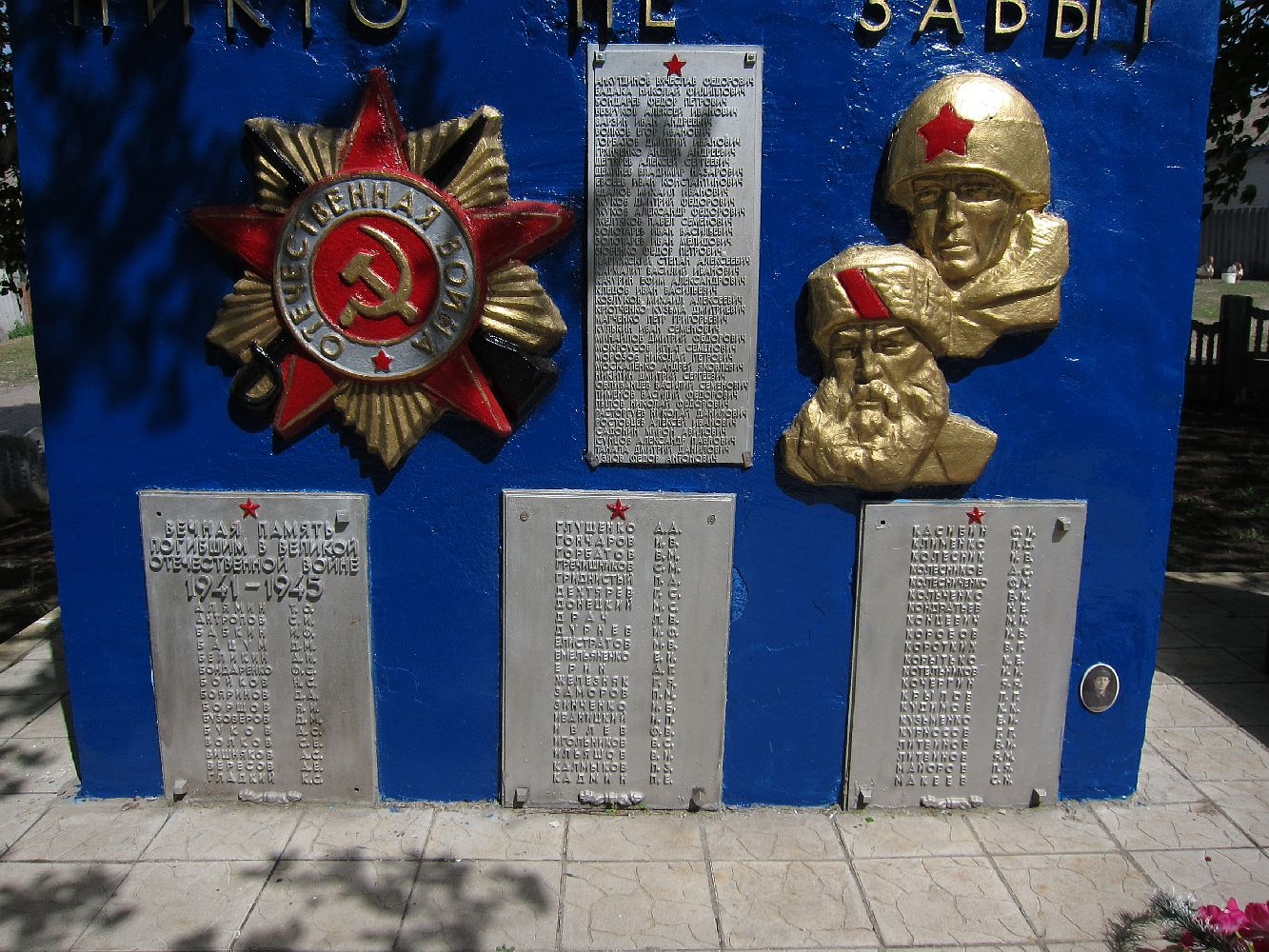
Братське поховання у с. Мілова, дошка зліва.

## Також
- Перелік населених пунктів, що постраждали від Голодомору 1932-1933, Харківська область